# Las Cigarreras
Las cigarreras es un cuadro del pintor Gonzalo Bilbao expuesto en el Museo de Bellas Artes de Sevilla. 
La obra que fue presentada a la Exposición Nacional de Bellas Artes de 1915, puede considerarse uno de los trabajos culminantes de la carrera artística de su autor, en la que se combinan elementos costumbristas, regionalistas y simbolistas.

## Descripción
El lienzo describe la realidad de las mujeres trabajadoras de la fábrica de Tabacos de Sevilla, actual sede de la Universidad de Sevilla, a principios del siglo XX. Se muestran varios grupos de mujeres que trabajan en la elaboración de cigarros y puros y de forma paralela, se contempla a otra operaria amamantando a su hijo ante la mirada solidaria de sus compañeras. La escena se aleja de cualquier rasgo de dramatismo o dureza.

## Historia

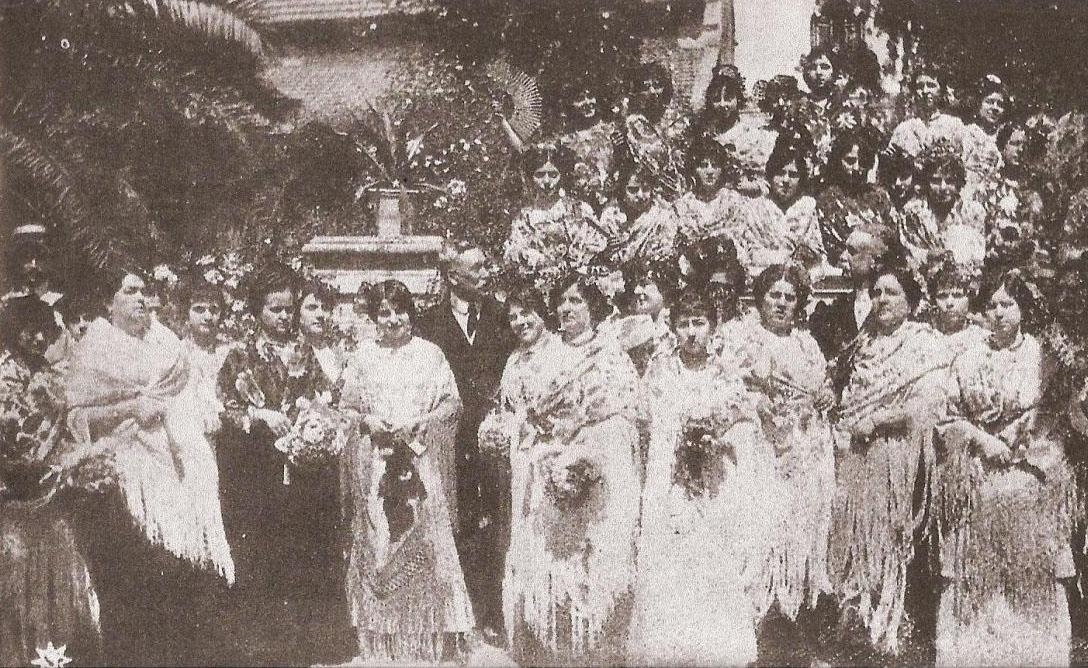
Gonzalo Bilbao rodeado de las cigarreras, como homenaje al pintor a su vuelta de la Exposición Nacional de 1915 de Madrid.

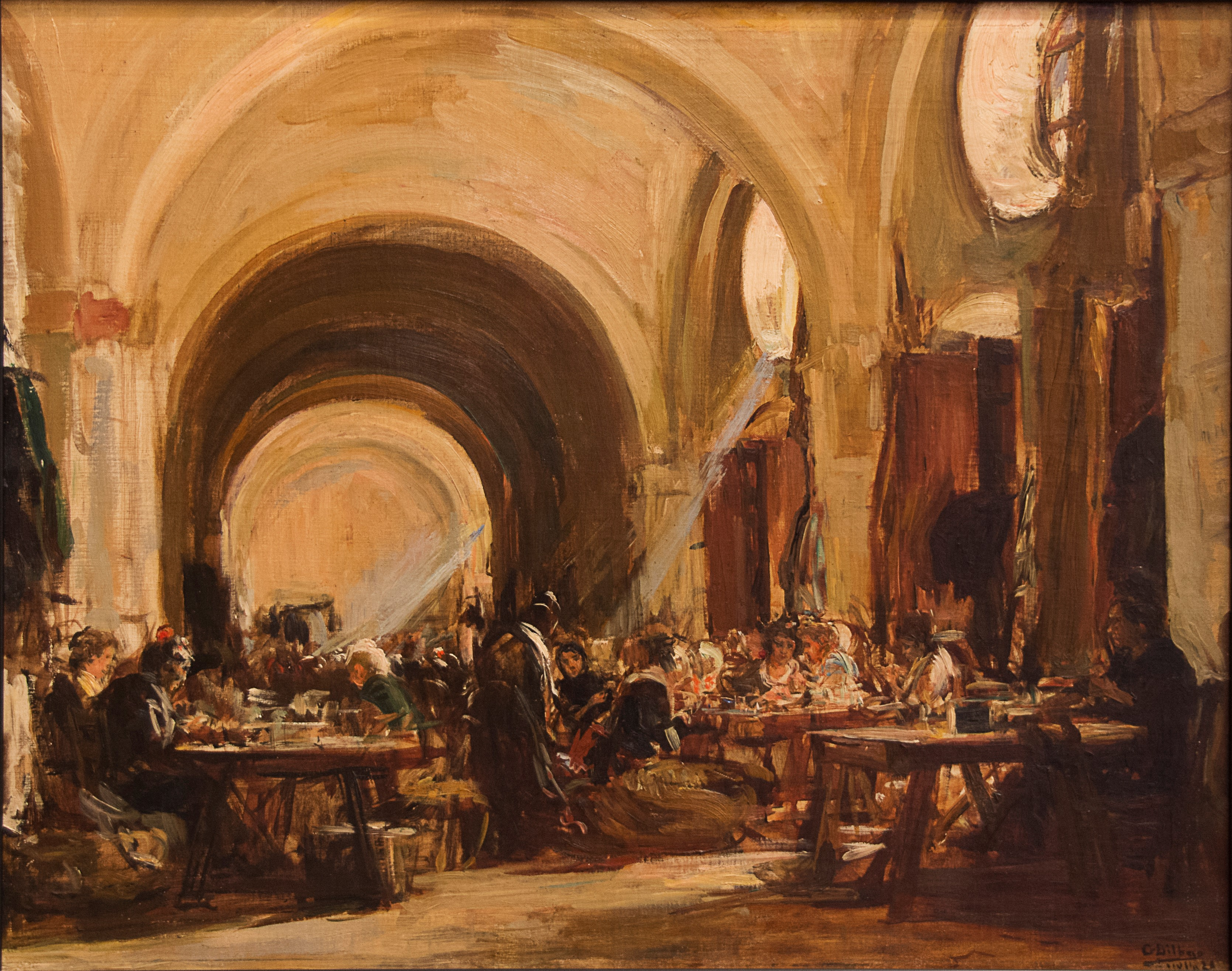
Interior de la fábrica de tabacos (1911 Museo de Bellas Artes de Sevilla) es uno de los bocetos preparatorios para el cuadro de Las Cigarreras.

La conclusión este cuadro en 1915, supuso el final de un trabajo iniciado por Gonzalo Bilbao a principios del siglo XX sobre la fábrica de tabacos de Sevilla y sus trabajadoras. Durante esos años, llevó a cabo diversos estudios previos a "Las Cigarreras", varios de ellos fechados entre 1910 y 1915. En 1912, ya presentó seis de estos estudios, en una exposición en el Salón Vilches de Madrid.
Gonzalo Bilbao presentó el cuadro de Las cigarreras a la Exposición Nacional de 1915 en Madrid, en la que no resultó premiado. Algunos medios y artistas de la ciudad de Sevilla consideraron una grave injusticia que esta obra no recibiera el galardón. En desagravio, organizaron un homenaje al autor, que a su regreso a Sevilla el 16 de junio de 1915, fue recibido por 30 cigarreras en la estación de ferrocarril.
Bilbao murió en Madrid en 1938 y su viuda María Roy Lhardy donó esta obra al Museo de Bellas Artes de Sevilla junto a otras pinturas.
"